# Хосе Москардо Итуарте
Хосе Москардо Итуарте, 1-ви граф на Алкасар от Толедо, гранд на Испания (на испански: José Moscardó Ituarte; * 26 октомври 1878, Мадрид, Испания; † 12 април 1956, Мадрид, Испания), е военен губернатор на провинция Толедо по време на Гражданската война в Испания. Той застава на страната на националистическата армия, бореща се с републиканското правителство.

## Военна кариера

### Гражданска война
Когато обсадата на Алкасар започва Москардо удържа с националистическите сили на генерал Франсиско Франко в продължение на 70 дни от 22 юли до 27 септември 1936 г. Ден след ден полковникът изпраща ежедневния си радиорепортаж: Sin novedad en el Alcázar („Нищо ново в Алкасар“ или „Всичко тихо в Алкасар“, иронично подценяване). Неговото предизвикателство окуражава поддръжниците на Франко навсякъде и подлудява републиканците, които насочват огромни сили в напразни атаки срещу Алкасар.
На 23 юли републиканските сили залавят 24-годишния син на Москардо, Луис. Обаждат се в Алкасар и самият Москардо вдига слушалката. Политическият офицер от републиканските сили го информира, че ако не предаде Алкасар, Луис ще бъде разстрелян. Москардо иска да говори със сина си. След това му казва: „Предай душата си на Бог и умри като патриот, викайки „Да живее Христос“ и „Да живее Испания“. „Това“, отговорил синът му, „мога да направя.“ Въпреки че се смята, че Луис е бил застрелян незабавно, някои историци смятат, че той всъщност е бил убит месец по-късно „като отмъщение за въздушно нападение“.
По време на обсадата майор Висенте Рохо със завързани очи се приближава до силно очуканата цитадела с бял флаг на 9 септември. Мисията му е да предложи пощадяване живота на гарнизона, ако се предадат. Предложението му е отхвърлено, но на тръгване той запитва Москардо дали може да предаде някакви искания. Москардо моли свещеник да бъде изпратен в гарнизона, за да кръщава децата, родени по време на обсадата. Републиканците се съгласят и изпращат каноник Васкес Камараса. От свещениците в Толедо само седем, които се крият, бягат от клането на републиканците, така че в това отношение каноникът има късмета да е жив, за което се казва, че се дължи на неговите леви симпатии. Той призовава цивилните, особено жените и децата да напуснат под бяло знаме. Единодушният отговор е отказ.
Когато Алкасар е освободен се твърди, че Москардо поздравява командващия полковник на силите за помощ. Загубил сина си, но спасява гарнизона си. Той се изправя сковано при поздрава и заявява: „Няма промени за докладване.“
Бунтовническите сили екзекутират някои от заложниците, които Москардо държи в Алкасар; също така 100 ранени стажанти в болницата в Тавера са убити, 20 бременни жени са изведени от родилния дом и са застреляни, защото са счетени за „червени“, а редица републикански милиционери биват убити в последвалите репресии, включително изгорени живи от бунтовниците в колежа на Маристас, 80 в двореца на архиепископията и повече от 100 милиционери в семинарията.
Защитата на Алкасар се превръща в символ на героизма във Франкистка Испания. Москардо е повишен в армейски генерал след освобождаването на Алкасар и е поставен начело на дивизията Сория. През 1938 г. получава командването на Арагонския армейски корпус.

### Франкистка Испания
В края на 1944 г. Москардо, командващ Барселона, ръководи успешната отбрана срещу нахлувания на испански комунисти през Вал д'Аран в Лейда. През март 1945 г. е назначен за ръководител на Casa Militar на Франко (личен военен щаб).

## Следващи години
През 1948 г. е обявен за граф на Алкасар де Толедо и гранд на Испания.
Единствената му страст остава футболът и за негово удоволствие той тренира испанския футболен отбор на Олимпийските игри в Лондон през 1948 г. и на игрите в Хелзинки през 1952 г. През 1947 г. е отговорен за връщането на червения цвят на испанския национален отбор по футбол, който е променен през 1939 г. поради връзката му с републиканците.
Хосе Москардо умира на 12 април 1956 г. в Мадрид на 77-годишна възраст и след това е повишен в капитан генерал дел Ейерсито. На 17 септември 2018 г., след планираната ексхумация на Франсиско Франко, е предложено от Подемос да се ексхумират и Хайме Миланс дел Боск и Москардо, но това предложение бива отхвърлено.